# ウフル

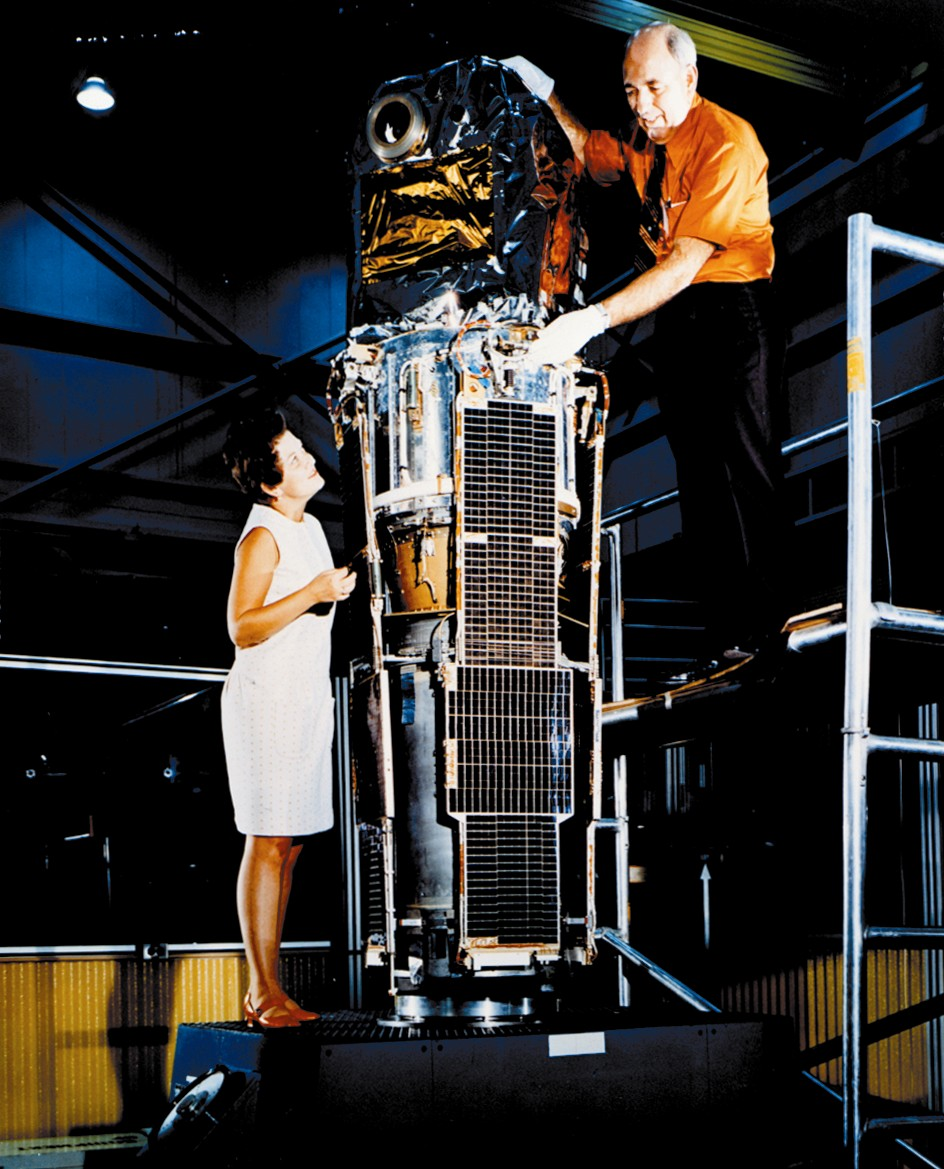
Uhuru (X-ray Explorer Satellite)

ウフル(Uhuru)はアメリカ航空宇宙局(NASA)によって1970年に打ち上げられた世界で最初のX線天文衛星である。1970年12月12日にケニア沖のサンマルコ射場からスカウトB型ロケットによって打ち上げられた。ウフルはスワヒリ語で「自由」を意味し、打ち上げ日がケニアの7回目の独立記念日だったことによる命名である。NASAによるX線・γ線観測衛星シリーズである小型天文衛星(SAS)の1号機であり、SAS-1とも呼ばれる。また、Explorer 42とも呼ばれる。

## ミッション概要
ウフル衛星は宇宙X線源の調査に専念した最初の地球周回軌道のミッションである。1970年12月12日に打ち上げられ、遠地点560km、近地点520km、傾斜角3度、周期96分の軌道へと投入された。ミッションは2年に渡って運用され、1973年3月に終了した。
その間に宇宙X線源への包括的で画一的な全天調査を行い、数百個のX線源を発見した。

## 観測機器
ウフルが搭載した機器は～0.084m2の有効面積を持ち～2-20keVの範囲のX線に有効感度がある比例計数管が2セットである。2セットの計数管は互いに背を合わせるように配置され、それぞれ0.52°×0.52°と5.2°×5.2°(半値全幅)で視準していた。0.52°の検出器はより細かい角精度を与えるが、5.2°の検出器は個別の線源により高い感度を持つ。この検出器には、小田稔によって考案されたすだれコリメーターが搭載されていた。
ウフルはこの機器によって、強い線源への数平方分の精度、限界感度での数十平方度の精度での個別の線源の位置の特定、X線源の全体的なスペクトル的特徴と変動の特定、他の観測機器とのX線対象の協調/同時観測の実行、を目的としていた。

## 成果
ウフルによって識別されたX線源は339個にものぼり、ウフルカタログとしてまとめられている。これらのX線源は、中性子星(またはブラックホール)と低質量星の連星系、超新星残骸、セイファート銀河、銀河団であることが明らかになっている。銀河団の中の「熱いガス」からX線が放出されているのを発見したのも本衛星である。